# Norwegian Cruise Line
Norwegian Cruise Line Corporation Ltd. - NCL je ameriški operater potniških križark. Sedež podjetja je v kraju Miami-Dade County, Florida. 

## Ladje

### RazredSun
| Ladja         | Leto izgradnje | Vstop v uporabi (pri Norwegian) | Zadnja obnova | Tonaža     | Razred | Zastava | Opombe                       | Slika |
| ------------- | -------------- | ------------------------------- | ------------- | ---------- | ------ | ------- | ---------------------------- | ----- |
| Norwegian Sky | 1999           | 1999/2008                       | 2009          | 77 104 ton | Sun    | Bahami  | V preteklosti Pride of Aloha |       |
| Norwegian Sun | 2001           | 2001                            | 2011          | 78 309 ton | Sun    | Bahami  |                              |       |

### RazredSpirit
| Ladja            | Leto izgradnje | Vstop v uporabi (pri Norwegian) | Zadnja obnova | Tonaža     | Razred | Zastava | Opombe                      | Slika |
| ---------------- | -------------- | ------------------------------- | ------------- | ---------- | ------ | ------- | --------------------------- | ----- |
| Norwegian Spirit | 1998           | 2004                            | 2011          | 75 338 ton | Spirit | Bahami  | V preteklosti SuperStar Leo |       |

### Razred Dawn
| Ladja          | Leto izgradnje | Vstop v uporabi (pri Norwegian) | Zadnja obnova | Tonaža     | Razred | Zastava | Opombe | Slika |
| -------------- | -------------- | ------------------------------- | ------------- | ---------- | ------ | ------- | ------ | ----- |
| Norwegian Star | 2001           | 2001                            | 2015          | 91 740 ton | Dawn   | Bahami  |        |       |
| Norwegian Dawn | 2002           | 2002                            | 2011          | 92 250 ton | Dawn   | Bahami  |        |       |

### Razred Jewel
| Ladja           | Leto izgradnje | Vstop v uporabi (pri Norwegian) | Zadnja obnova | Tonaža     | Razred | Zastava | Opombe                            | Slika |
| --------------- | -------------- | ------------------------------- | ------------- | ---------- | ------ | ------- | --------------------------------- | ----- |
| Norwegian Jewel | 2005           | 2005                            | May 2014      | 93 502 ton | Jewel  | Bahami  |                                   |       |
| Norwegian Pearl | 2006           | 2006                            | N/A           | 93 530 ton | Jewel  | Bahami  |                                   |       |
| Norwegian Gem   | 2007           | 2007                            | N/A           | 93 530 ton | Jewel  | Bahami  |                                   |       |
| Norwegian Jade  | 2006           | 2006                            | 2011          | 93 558 ton | Jewel  | Bahamas | V preteklosti The Pride of Hawaii |       |

### RazredEpic (F3)[4]
| Ladja          | Leto izgradnje | Vstop v uporabi (pri Norwegian) | Zadnja obnova | Tonaža      | Razred    | Zastava | Opombe | Slika |
| -------------- | -------------- | ------------------------------- | ------------- | ----------- | --------- | ------- | ------ | ----- |
| Norwegian Epic | 2010           | 2010                            | N/A           | 155 873 ton | Epic (F3) | Bahami  |        |       |

### RazredBreakaway
| Ladja               | Leto izgradnje | Vstop v uporabi (pri Norwegian) | Zadnja obnova | Tonaža     | Razred    | Zastava | Opombe | Slika |
| ------------------- | -------------- | ------------------------------- | ------------- | ---------- | --------- | ------- | ------ | ----- |
| Norwegian Breakaway | 2013           | 2013                            | N/A           | 144 017 GT | Breakaway | Bahamas | [ 5 ]  |       |
| Norwegian Getaway   | 2014           | 2014                            | N/A           | 144 017 GT | Breakaway | Bahami  |        |       |

## RazredPride Of America
| Ladja            | Leto izgradnje | Vstop v uporabi (pri Norwegian) | Zadnja obnova            | Tonaža         | Razred        | Zastava                                                | Opombe | Slika |
| ---------------- | -------------- | ------------------------------- | ------------------------ | -------------- | ------------- | ------------------------------------------------------ | ------ | ----- |
| Pride of America | 2005           | 2005                            | Marec 23 - April 5, 2013 | GRT 80 439 GRT | United States | Prva velika križarka zgrajena v ZDA v zadnjih 50 letih |        |       |

## Ladje v prihodnosti
| Ladja            | Razred         | Leto | Gros tonaža | Zastava | Opombe |
| ---------------- | -------------- | ---- | ----------- | ------- | ------ |
| Norwegian Escape | Breakaway Plus | 2015 | 163 000 GT  | Bahami  |        |
| Norwegian Bliss  | Breakaway Plus | 2017 | 163 000 GT  | Bahami  |        |
| še nima imena    | Breakaway Plus | 2018 | 164 000 GT  | Bahami  |        |
| še nima imena    | Breakaway Plus | 2019 | 164000 GT   | Bahami  |        |

## Ladje v preteklosti
| Ladja                  | Leto Izgradnje | Obdobje uporabe                           | Tonaža     | Status                                                          |
| ---------------------- | -------------- | ----------------------------------------- | ---------- | --------------------------------------------------------------- |
| MS Sunward             | 1966           | 1966–1976                                 | 8 666 GRT  |                                                                 |
| MS Starward            | 1968           | 1968–1995                                 | 12 948 GRT |                                                                 |
| Predloga:MS            | 1969           | 1969–1991                                 | 16 254 GRT | Od leta 2000 Leisure World za New Century Cruise Lines          |
| Seaward                | 1970           | Ni bila v uporabi v lasti 1970 – 1972     | 17 042 GT  | Prodana družbi P&O Cruises leta 1972                            |
| MS Southward           | 1971           | 1971–1994                                 | 16 607 GRT | Do leta 2008 nparej Aegean Pearl pri družbi Golden Star Cruises |
| Sunward II             | 1971           | 1977–1991                                 | 14 151 GRT | Od leta 2005 Coral pri družbi Louis Cruise Lines                |
| SS Norway              | 1961           | 1979–2003                                 | 70 702 GRT | Uničena v Alangu leta 2008                                      |
| MS Seaward Predloga:MS | 1988           | 1988–1997 1997–2005                       | 42 276 GRT | OD leta 2005 SuperStar Libra pri družbi Star Cruises            |
| MS Westward            | 1972           | 1991–1993                                 | 28 221 GRT | OD leta 1996 Black Watch pri družbi Fred. Olsen Cruise Lines    |
| MS Sunward             | 1973           | 1991–1992, 1992–1993                      | 28 078 GRT | Od leta 2005 Boudicca pri družbi Fred. Olsen Cruise Lines       |
| MS Dreamward           | 1992           | 1992–1998 1998–2008                       | 39 172 GRT | Od 28 Dec. 2012 SuperStar Gemini pri družbi Star Cruises        |
| MS Windward            | 1993           | 1993–1996 1996–2007                       | 39 127 GRT | Od leta 2007 SuperStar Aquarius pri družbi Star Cruises         |
| MS Leeward             | 1980           | 1995–1999                                 | 25 611 GT  | Od leta 2007 Cristal za družbo Louis Cruise Lines               |
| MS Norwegian Crown     | 1988           | 1996–2000, 2003–2007                      | 34 242 GRT | Od leta 2008 Balmoral pri družbi Fred. Olsen Cruise Lines       |
| MS Norwegian Dynasty   | 1993           | 1997–1999                                 | 19 089 GRT | Od leta 2001 Braemar pri družbi Fred. Olsen Cruise Lines.       |
| SS Independence        | 1951           | Ni vstopila v uporabi V lasti 2003–2006   | 20 221 GRT |                                                                 |
| SS United States       | 1952           | Ni vstopila v uporabi V lasti 2003 – 2011 | 53 330 GT  |                                                                 |